# Borys III
Borys III (ur. 30 stycznia 1894 w Sofii, zm. 28 sierpnia 1943 tamże) – car Bułgarii z dynastii Koburgów.

## Życiorys

### Dzieciństwo i młodość

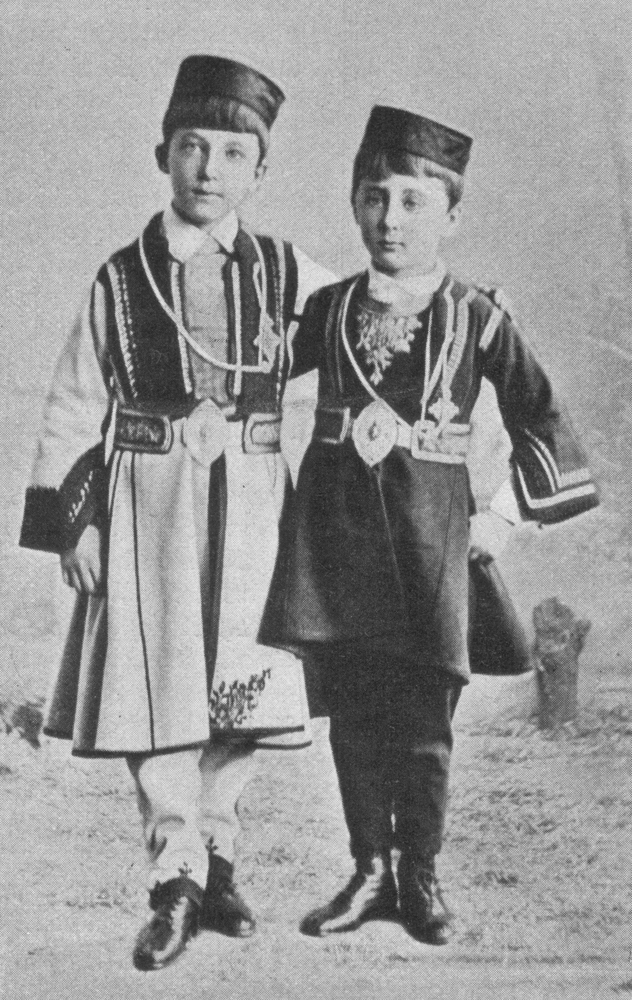
Książęta bułgarscy Borys i Cyryl w strojach ludowych (1902)

Borys był synem cara Bułgarów Ferdynanda I Koburga i jego pierwszej żony – Marii Luizy Burbon-Parmeńskiej. Ochrzczony został w Kościele katolickim, zgodnie z wolą rodziców. Specjalnie z tego powodu zmieniony został odpowiedni artykuł konstytucji tyrnowskiej, który przewidywał przyjęcie przez następcę tronu prawosławia, jako religii większości Bułgarów. Dwa lata później, w celu normalizacji stosunków z Rosją, co miało być pierwszym krokiem do akceptacji przez inne europejskie dynastie, Ferdynand I musiał jednak zgodzić się na powtórny chrzest następcy tronu w cerkwi.

### Car Bułgarii. 1918–1934

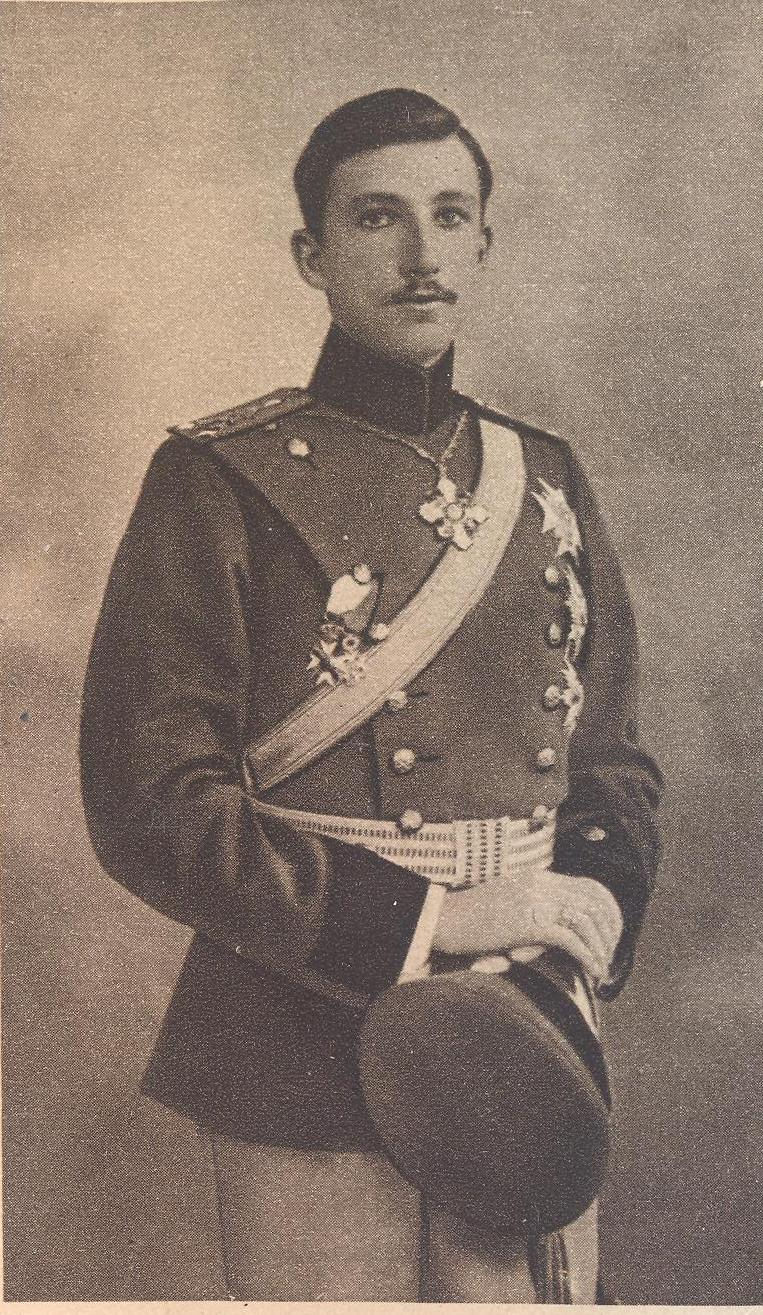
Borys w 1915

Władzę objął po abdykacji ojca 3 października 1918. Tym samym został władcą jedynej monarchii, pokonanej w I wojnie światowej, która przetrwała pomimo klęski. Władzę objął podczas skromnej ceremonii w soborze św. Niedzieli w Sofii, rezygnując z tradycyjnej koronacji i parady wojskowej.
Borys III początkowo nie miał większego wpływu na sytuację w kraju. Jego pozycję wzmacniał fakt, że nie był uważany za sprawcę klęski wojennej kraju. Z drugiej strony był człowiekiem młodym i bez politycznego zaplecza, a w Bułgarii silne były nastroje republikańskie. W pierwszych latach dwudziestolecia międzywojennego na scenie politycznej kraju dominował Bułgarski Ludowy Związek Chłopski, na czele którego stał Aleksandyr Stambolijski. Wzrastały również wpływy lewicy, zwłaszcza Bułgarskiej Partii Komunistycznej. De facto odsunięty od władzy car w tym czasie systematycznie zdobywał jednak szacunek społeczeństwa, m.in. poprzez podróże po kraju i udział w nabożeństwach prawosławnych.
W 1923 Borys III poparł plan zamachu stanu przeciwko rządowi Stambolijskiego, zorganizowany przez niechętnych lewicy i reformom społecznym polityków Bloku Konstytucyjnego, Partii Narodowo-Liberalnej, Partii Ludowo-Postępowej, WMRO oraz prawicowych wojskowych należących do Związku Wojskowego, którzy następnie pokierowali przewrotem. Według innego źródła car nie był uprzedzony o zamachu stanu i dopiero po jego rozpoczęciu został zmuszony do zatwierdzenia nowego rządu Aleksandra Cankowa.
14 kwietnia 1925 Borys III wyszedł cało z próby zamachu na swoje życie, który zorganizowali anarchizujący komuniści, pragnąc zemścić się za zabójstwa działaczy Bułgarskiej Partii Komunistycznej na fali białego terroru po stłumieniu powstania wrześniowego. Kolejną próbę zamachu na króla komuniści zorganizowali dwa dni później w soborze św. Niedzieli w Sofii. Borys III spóźnił się jednak do świątyni i nie był w niej w momencie eksplozji.
W 1927 Borys III odbył podróż po krajach Europy Zachodniej, chcąc poprawić wizerunek swojego państwa. Car znany był z zamiłowania do kolei i podróży pociągami, miał uprawnienia maszynisty, dla relaksu często prowadził własny pociąg cesarski, a okazjonalnie m.in. słynny Orient Express na bułgarskim odcinku oraz pierwszą lokomotywę kupioną przez bułgarskie koleje w Polsce, w chrzanowskim Fabloku. 
Na początku lat 30. sytuacja w Bułgarii stabilizowała się, na krótko wróciła sprawnie funkcjonująca demokracja parlamentarna. Rósł także autorytet Borysa III. Dzięki podjętym działaniom na arenie międzynarodowej Bułgaria uzyskała faktyczne zwolnienie z reparacji wojennych w 1932. W tym samym roku podpisana została bułgarsko-niemiecka umowa handlowa, co zapoczątkowało ożywienie kontaktów obydwu państw i oddalania się Bułgarii od krajów zachodnich.

### 1934–1940
W 1934 władzę w Bułgarii, drogą zamachu stanu, przejęła niechętna Borysowi III grupa Zweno. Na czele rządu stanął Kimon Georgiew. Car zaakceptował taki bieg wypadków, z czasem jednak uznał się za zagrożonego przez Zweno, w którym obecni byli zwolennicy republiki. Osiem miesięcy później car Borys III, zdobywszy poparcie Związku Wojskowego, zwłaszcza kierującego nim gen. Penczo Złatewa, który w rządzie Zwena był ministrem wojny, przeprowadził kolejny przewrót i przejął pełnię władzy dla siebie. Bezpośrednio po zamachu stanu Borys III mianował premierem gen. Złatewa, po trzech miesiącach zdymisjonował jednak cały gabinet i doprowadził do powstania całkowicie lojalnego mu rządu Andreja Toszewa. Równocześnie król usunął ze Związku Wojskowego i z armii wszystkich wojskowych, którzy nie sprzyjali rządzącej dynastii. Jesienią 1935 rząd Bułgarii rozbił republikański spisek, którego autorzy przygotowywali kolejny zamach stanu; po zdekonspirowaniu ich planów skazano ich na śmierć lub długoletnie więzienie. W listopadzie 1935 Borys III ponownie wymienił cały rząd, mianując premierem dotychczasowego szefa królewskiej kancelarii Georgiego Kjoseiwanowa. Pozostał on na stanowisku do 1940, przy czym car wielokrotnie inicjował rekonstrukcje jego rządu. Podporą jego władzy pozostawało wojsko.
Borys III nie odwołał antydemokratycznych decyzji rządu Georgiewa. Zaostrzone jeszcze zostały przepisy zabraniające wszystkim organizacjom politycznym działania, nasilono represje wobec komunistów, rozbudowano system rządowych stowarzyszeń i związków robotniczych. Rząd bułgarski otrzymał prawo zamykania czasopism i gazet uznanych za szkodliwe dla państwa, jak również internowania na pół roku lub usuwania na pięć lat za granicę osób podejrzanych. Konstytucja tyrnowska pozostawała zawieszona. Car deklarował, że zostanie przywrócona, gdy tylko kraj zostanie oczyszczony z negatywnych wpływów określonych partii. Postępowanie elity rządowej z królem na czele było w coraz mniejszym stopniu akceptowane przez społeczeństwo, organizowała się opozycja, w ramach której współpracowały organizacje demokratyczne, liberalne oraz komuniści. W 1937 rząd odebrał prawa wyborcze młodzieży, robotnikom bez stałego zameldowania, policjantom, strażakom, żołnierzom oraz kobietom niezamężnym. W przeprowadzonych według nowej ordynacji wyborach rząd Kjoseiwanowa ponownie uzyskał większość, jednak sytuacja w kraju pozostała niestabilna z powodu działalności opozycji i strajków robotniczych. Państwo utrzymywało również pełną kontrolę nad Bułgarskim Kościołem Prawosławnym.

#### Polityka zagraniczna
Borys III w polityce zagranicznej reprezentował orientację proniemiecką. W 1935 zawarł z III Rzeszą układ handlowy, zaś w 1936 złożył wizytę w Berlinie i spotkał się z kanclerzem Adolfem Hitlerem. Bułgaria zacieśniła również stosunki z Polską i Jugosławią, po ukonstytuowaniu się w tym kraju równie proniemieckiego rządu Milana Stojadinovicia Borys III osobiście zainicjował nawiązanie z nim bliskiej współpracy. Kierunek proniemiecki rząd Bułgarii zachowywał także w latach następnych, z czasem uzależniając się od III Rzeszy gospodarczo oraz politycznie. W 1938 car osobiście interweniował w celu usunięcia z bułgarskiego parlamentu zwolenników zacieśnienia stosunków z Wielką Brytanią.

### II wojna światowa

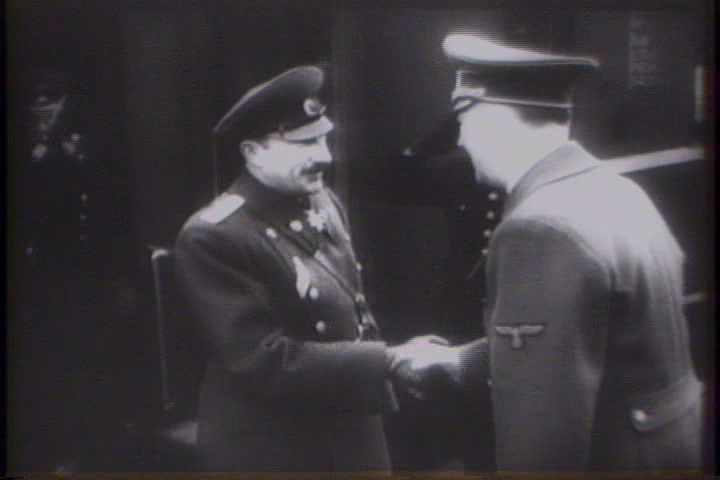
Borys III z Adolfem Hitlerem, 1943 rok

Po wybuchu II wojny światowej Borys III pragnął zachować neutralność swojego kraju (o neutralność Bułgarii zabiegała także Wielka Brytania). Jednakże sytuacja stawała się coraz trudniejsza wobec zajmowania przez państwa Osi kolejnych terytoriów na południowym wschodzie Europy. Po utworzeniu Paktu Berlińskiego 27 października 1940 Hitler zażądał od Borysa III przystąpienia do niego Bułgarii. Car odwlekał decyzję, by – pod niemieckim naciskiem – ostatecznie wyrazić zgodę na przystąpienie do paktu w marcu 1941. Natychmiast po tym żołnierze niemieccy wkroczyli na terytorium Bułgarii, by wziąć udział w ataku na Grecję i Jugosławię, w czym brała udział również sama Bułgaria. Również pod naciskiem niemieckim Bułgaria stała się jedną z baz wypadowych III Rzeszy przy agresji na Związek Radziecki (chociaż wypowiedziała mu wojnę dopiero po śmierci Borysa III, w 1944), przystąpiła do Paktu Antykominternowskiego (25 listopada 1941) wypowiedziała wojnę Wielkiej Brytanii i USA (13 grudnia 1941). Równocześnie rząd zwalczał tworzoną przez komunistów antyfaszystowską partyzantkę. Odmawiając skierowania wojsk na front wschodni, Bułgarzy okupowali przyłączone do swojego państwa ziemie należące przed 1941 do Grecji, brali także udział w zwalczaniu partyzantki jugosłowiańskiej.
W 1940 w Bułgarii przyjęta została ustawa o ochronie narodu bułgarskiego, uderzająca w prawa obywatelskie Żydów, wzorowana na ustawodawstwie niemieckim, ograniczająca jednak uprawnienia Żydów w mniejszym stopniu. Antysemityzm w Bułgarii był obecny jedynie na skrajnej prawicy, a Borys III nie popierał założeń ustawy. Uważał jednak, że jeśli nie zostanie ona wprowadzona w życie, Niemcy narzucą Bułgarii znacznie bardziej restrykcyjne ustawodawstwo antyżydowskie. Większość bułgarskich Żydów nie została jednak deportowana do obozów zagłady; rozpoczęte już wywózki przerwano. W obronie Żydów wystąpiła opozycja, intelektualiści oraz hierarchia prawosławna – metropolita Sofii Stefan osobiście interweniował u cara w tej sprawie.
W miarę upływu czasu sympatie Bułgarów coraz wyraźniej przenosiły się na stronę państw sprzymierzonych. Widząc klęski III Rzeszy na froncie wschodnim, w 1943 car i rząd – za pośrednictwem bułgarskiego kupca ze Stambułu Kisełowa – nawiązali kontakt z aliantami i zaczęli rozważać zmianę sojuszów. W sierpniu tego samego roku Hitler, dowiedziawszy się o tym, wezwał Borysa na naradę do Wilczego Szańca, na której zażądał od niego skierowania dwóch bułgarskich dywizji do dyspozycji Wehrmachtu. Car odmówił. Zmarł kilkanaście dni po powrocie do Sofii. Przed śmiercią opisał spotkanie z Hitlerem jako „straszne”. Jako przyczynę zgonu podano zator i odmę płucną, nie da się jednak wykluczyć otrucia. Pogłoskom o nienaturalnej śmierci sprzyjał fakt, iż car był stosunkowo młody (49 lat) i prowadził zdrowy tryb życia (regularnie uprawiał wspinaczkę górską).

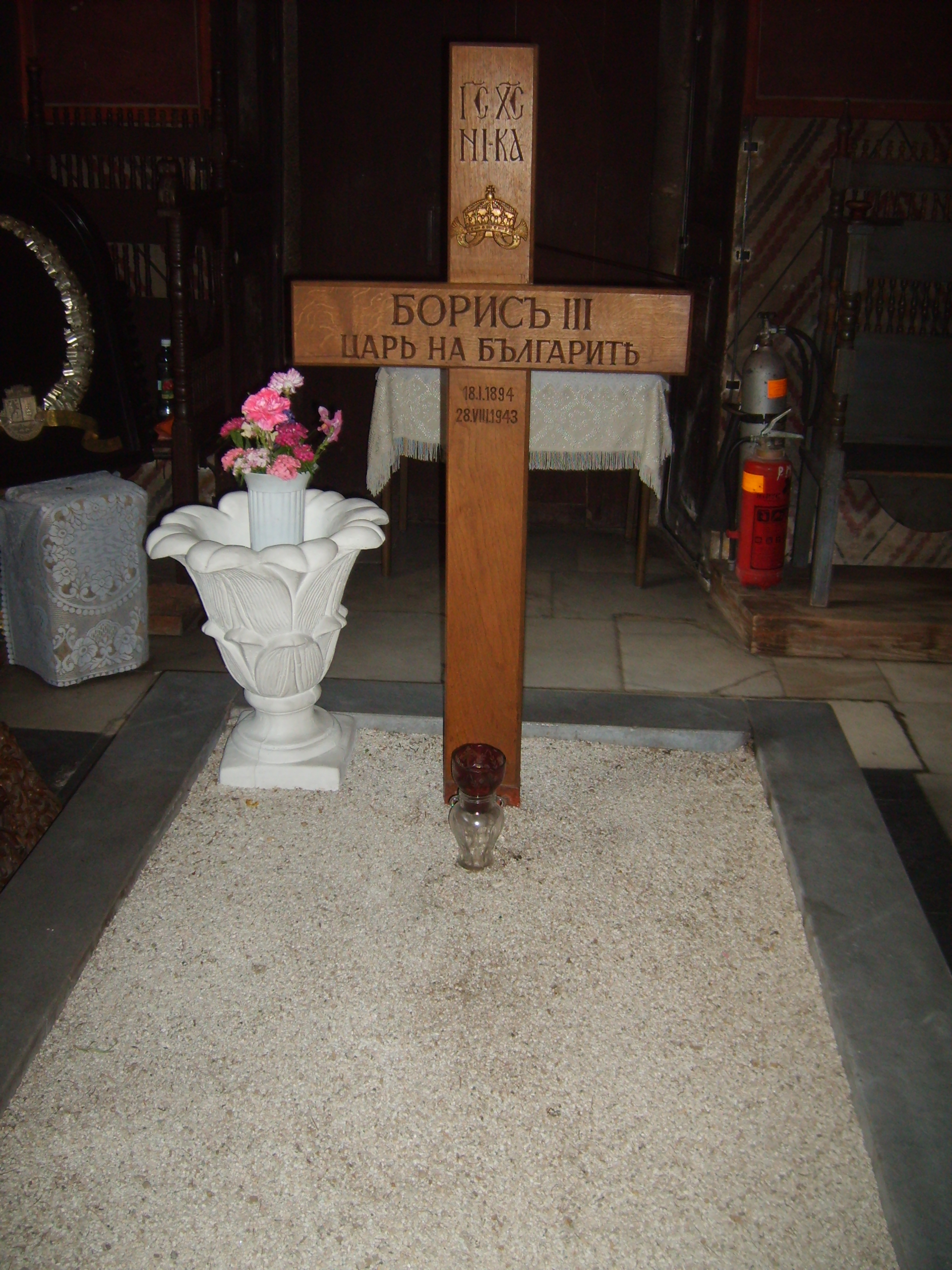
Nagrobek cara Borysa III w Monasterze Rilskim

Po jego śmierci carem ogłoszono jego 6-letniego syna Symeona, przy którym utworzono Radę Regencyjną złożoną z premiera Bogdana Fiłowa, młodszego brata zmarłego cara księcia Cyryla oraz gen. Nikoły Michowa.

## Rodzina
W 1930 ożenił się z księżniczką sabaudzką – Joanną (córką króla Wiktora Emanuela III). Mieli dwójkę dzieci: Marię Luizę Bułgarską (ur. 1933) i Symeona, następcę tronu (ur. 1937).

## Odznaczenia i wyróżnienia
Borys III odznaczony został Orderem Orła Białego w 1927, a w 1939 Uniwersytet Warszawski przyznał mu tytuł doktora honoris causa. Od regenta Węgier w 1939 otrzymał Krzyż Wielki ze Świętą Koroną na Łańcuchu Orderu Zasługi.